# Пост-кала-азарный кожный лейшманиоз
Пост-кала-азарный кожный лейшманиоз (ПККЛ) — осложнение после висцерального лейшманиоза (ВЛ), характеризующееся появлением белых участков кожи. Также могут присутствовать мелкие или крупные бугорки. Сыпь обычно начинается вокруг рта и распространяется на лицо и верхнюю часть туловища. Других симптомов обычно немного.
В Индии начало заболевания обычно наступает в течение нескольких месяцев или лет после лечения ВЛ, в то время как в Африке заболевание развивается быстрее. В Индии случаи заболевания могут встречаться и среди тех, у кого не был диагностирован ВЛ. Такие пациенты являются носителями паразита Leishmania donovani, что потенциально способствует дальнейшему распространению болезни. Диагноз обычно ставится на основании симптомов. Предполагается, что в основе заболевания лежит механизм иммунной реакции.
Для лечения зачастую используют милтефозин, стибоглюконат натрия или амфотерицин B. В Судане заболевание может разрешиться само по себе. Терапия длится несколько месяцев. После лечения требуется длительное время, чтобы кожа вернулась в нормальное состояние.
ПККЛ в основном встречается в Судане и Индии, районах, пораженных Leishmania donovani. Это заболевание диагностируется у 2,5-20 % людей, перенесших ВЛ. У взрослых и детей заболевание встречается с одинаковой частотой. Впервые болезнь была описана в 1922 году сэром Упендранатом Брахмачари, который назвал её дермальным лейшманоидом.